# Skander Mansouri
Skander Mansouri (nació el 23 de julio de 1995) es un jugador de tenis tunecino.
Mansouri su ranking ATP más alto de single fue el número 238, logrado el 12 de diciembre de 2022. Su ranking ATP más alto de dobles fue el número 56, logrado el 11 de noviembre de 2024.

## Títulos ATP (0; 0+0)

### Dobles (0)
| Leyenda                         |
| Grand Slam (0)                  |
| ATP Wourld Tour Finals (0)      |
| ATP Masters 1000 World Tour (0) |
| ATP World Tour 500 series (0)   |
| ATP World Tour 250 series (0)   |

#### Finalista (2)
| N.º | Fecha                  | Torneo   | Superficie | Pareja             | Oponentes en la final          | Resultado            |
| --- | ---------------------- | -------- | ---------- | ------------------ | ------------------------------ | -------------------- |
| 1.  | 20 de octubre de 2024  | Almatý   | Dura (i)   | Nicolás Barrientos | Rithvik Bollipalli Arjun Kadhe | 6-3, 6-7(3), [12-14] |
| 2.  | 9 de noviembre de 2024 | Belgrado | Dura (i)   | Ivan Dodig         | Jamie Murray John Peers        | 6-3, 6-7(5), [9-11]  |

## Títulos Challenger; 11 (0 + 11)
| Leyenda             | Individuales | Dobles |
| ------------------- | ------------ | ------ |
| ATP Challenger Tour | 0            | 11     |

### Dobles
| N.º | Fecha                    | Torneo              | Superficie    | Compañero            | Oponentes en la final                               | Resultado              |
| --- | ------------------------ | ------------------- | ------------- | -------------------- | --------------------------------------------------- | ---------------------- |
| 1.  | 3 de marzo de 2019       | Yokohama            | Dura          | Moez Echargui        | Max Purcell Luke Saville                            | 7-6(6), 6-7(3), [10-7] |
| 2.  | 22 de abril de 2023      | Morelos             | Dura          | Michail Pervolarakis | Benjamin Lock Rubin Statham                         | 6-4, 6-4               |
| 3.  | 15 de julio de 2023      | Chicago             | Dura          | Mikelis Libietis     | Yun-seong Chung Andrew Harris                       | 7-6(5), 6-3            |
| 4.  | 9 de septiembre de 2023  | Estambul            | Dura          | Luke Johnson         | Sander Arends Aisam-ul-Haq Qureshi                  | 7-6(3), 6-3            |
| 5.  | 30 de septiembre de 2023 | Charleston          | Dura          | Luke Johnson         | Nicholas Bybel Oliver Crawford                      | 6-4, 6-4               |
| 6.  | 7 de octubre de 2023     | Tiburón             | Dura          | Luke Johnson         | William Blumberg Luis David Martínez                | 6-2, 6-3               |
| 7.  | 20 de enero de 2024      | Nonthaburi III      | Dura          | Luke Johnson         | Rithvik Choudary Bollipalli Niki Kaliyanda Poonacha | 7-5, 6-4               |
| 8.  | 27 de enero de 2024      | Ottignies           | Dura (i)      | Luke Johnson         | Sander Arends Sem Verbeek                           | 7-5, 6-3               |
| 9.  | 27 de abril de 2024      | Roma                | Tierra batida | Luke Johnson         | Lorenzo Rottoli Samuel Vincent Ruggeri              | 6-2, 6-4               |
| 10. | 5 de mayo de 2024        | Aix-en-Provence     | Tierra batida | Luke Johnson         | Diego Hidalgo Cristian Rodríguez                    | 6-3, 6-3               |
| 11. | 27 de octubre de 2024    | Challenger de Brest | Dura (i)      | Nicolás Barrientos   | Jakub Paul Matěj Vocel                              | 7-5, 4-6, [10-5]       |